# Generalisierung (UML)
Generalisierung (engl. Generalization) ist ein Modellelement in der Unified Modeling Language (UML), einer Modellierungssprache für Software und andere Systeme. Sie beschreibt eine taxonomische Beziehung zwischen einem speziellen und einem generellen Classifier.

## Beschreibung
Eine Generalisierung in der UML ist eine gerichtete Beziehung zwischen einem speziellen und einem generellen Classifier. Instanzen des speziellen Classifiers sind damit auch Instanzen des generellen Classifiers. Konkret bedeutet dies, dass der spezielle Classifier implizit über alle Merkmale (Struktur- und Verhaltensmerkmale) des generellen Classifiers verfügt – implizit deshalb, weil diese Merkmale im speziellen Classifier nicht explizit deklariert werden. Man sagt, dass er sie vom generellen Classifier  „erbt“.
Eine Generalisierungsbeziehung kann zwischen zwei Classifiern gleichen Typs, also beispielsweise zwei Klassen, zwei Komponenten, zwei Schnittstellen, zwei Assoziationen oder zwei Anwendungsfällen bestehen. Nicht möglich die Vererbung zwischen Paketen (die auch keine Classifier sind). Die UML2 kennt jedoch mit der Paketverschmelzung eine Beziehung, die eng mit der Generalisierung verwandt ist, und die zwei Pakete in Beziehung setzen kann.
Wenn zwischen einer Klasse  KGenerell und einer Klasse KSpeziell eine Generalisierungsbeziehung besteht, sagt man auch, KGenerell ist eine Generalisierung von KSpeziell, oder umgekehrt, KSpeziell ist eine Spezialisierung von KGenerell bzw. KSpeziell spezialisiert KGenerell.
Ein Classifier kann mehr als einen Classifier spezialisieren.

## Notation

Beispiel einer Generalisierungsbeziehung zwischen zwei Klassen

Eine Generalisierung wird als durchgezogene Linie zwischen den beiden beteiligten Classifiern dargestellt. Am Ende mit dem generellen Classifier wird eine geschlossene, nicht ausgefüllte Pfeilspitze gezeichnet.
Im Beispiel rechts ist die Klasse Privatkunde eine Spezialisierung von Person. Sie deklariert das Attribut kundennummer und verfügt zusätzlich implizit über die Attribute name und vorname aus der Klasse Person.